# Aleksiej Murygin
Aleksiej Giennadjewicz Murygin, ros. Алексей Геннадьевич Мурыгин (ur. 16 listopada 1986 w Chabarowsku) – rosyjski hokeista, reprezentant Rosji.

## Kariera
- Amur 2 Chabarowsk (2004-2008)
- Amur Chabarowsk (2007-2008)
- Jermak Angarsk (2008-2010)
- Amur Chabarowsk (2010-2014)
- Mietałłurg Magnitogorsk (2014-2015)
- Łokomotiw Jarosław (2015-2018)
- Awangard Omsk (2018)
- Amur Chabarowsk (2018-2019)
- Torpedo Niżny Nowogród (2021-2022)
- Nieftiechimik Niżniekamsk (2022)
- Kunlun Red Star (2022-)

Wychowanek i wieloletni zawodnik Amura Chabarowsk. W maju 2012 roku przedłużył kontrakt z klubem o trzy lata. W grudniu 2014 w trakcie sezonu KHL (2014/2015), pomimo faktu zajmowania przez Amur ostatniego miejsca w ligowej tabeli, Murygin był najskuteczniej interweniującym bramkarzem KHL (94,1%). W połowie tego miesiąca został zawodnikiem Mietałłurga Magnitogorsk, w toku wymiany za Aleksandra Pieczurskiego. Od maja 2015 zawodnik Łokomotiwu Jarosław, związany trzyletnim kontraktem. W sierpniu 2018 podpisał roczny kontrakt z Awangardem Omsk. W listopadzie 2018 odszedł z Awangardu i ponownie został bramkarzem Amuru. W sezonie 2019/2020 nie grał, a w sierpniu 2021 przeszedł do Torpedo Niżny Nowogród. W czerwcu 2022 przeszedł do Nieftiechimika Niżniekamsk. W październiku 2022 został przetransferowany do chińskiego zespołu Kunlun Red Star.

## Sukcesy
Klubowe
- Brązowy medal mistrzostw Rosji: 2017 z Łokomotiwem Jarosław

Indywidualne
- KHL (2011/2012):
  - Pierwsze miejsce w klasyfikacji skuteczności interwencji w sezonie zasadniczym: 93,0%
- KHL (2014/2015):
  - Czwarte miejsce w klasyfikacji skuteczności interwencji w sezonie zasadniczym: 93,4%
- KHL (2015/2016):
  - Najlepszy bramkarz miesiąca – wrzesień 2015[9]
- KHL (2015/2016):
  - Pierwsze miejsce w klasyfikacji skuteczności interwencji w sezonie zasadniczym: 95,4%
  - Pierwsze miejsce w klasyfikacji liczby meczów bez straty gola w sezonie zasadniczym: 13
  - Drugie miejsce w klasyfikacji średniej goli straconych na mecz w sezonie zasadniczym: 1,13